# Altes Zollhaus (Gossau SG)

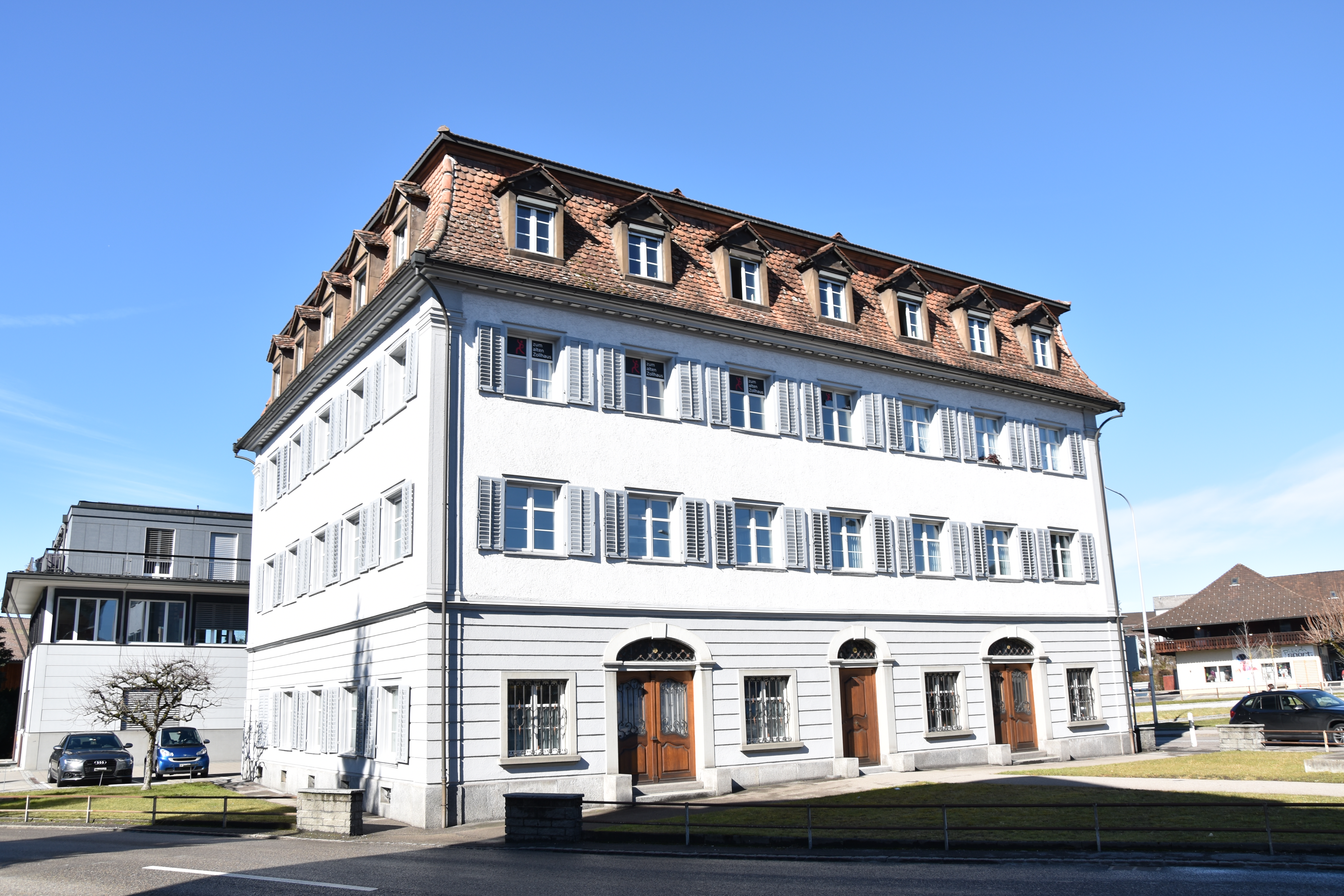
Das Alte Zollhaus in Gossau SG, wie es sich im Jahr 2023 präsentiert.

Das Alte Zollhaus steht seit 1789 am westlichen Ende von Gossau SG in der Gabelung der Strassen in Richtung Flawil (Toggenburg) und Wil (Fürstenland). Der stattliche Bau mit Mansardwalmdach war in Zusammenhang mit der damals neuerstellten Strassenverbindung Gossau – Oberbüren – Wil im Auftrag von Fürstabt Beda Angehrn errichtet worden. Hier wurden Zölle und Lagergelder eingezogen und der Zehnten eingelagert. 1802 sollte das Zollhaus Sitz der Regierung der St. Gallischen Alten Landschaft werden, welche allerdings nur vierzig Tage Bestand hatte. Das Gebäude wurde 1816 versteigert und hatte danach wechselnde Eigentümer und Zwecke. Ab 1861 war es eine Handstickerei-Fabrik, später wurde das ehemalige Zollhaus (auch Zehntstadel genannt) von einem Textilhandelsunternehmen genutzt.

## Architektonische Merkmale
Seine Position im Stadtkern, die Architektur und das Gesamterscheinungsbild mit moderner Remise machen es in Bezug auf Stellung und Volumetrie zum bedeutendsten Profanbau im historischen Stadtkern. Es ist ein imposanter dreigeschossiger und siebenachsiger Bau über langrechteckigem Grundriss und markanter Eingangssituation. Das Alte Zollhaus ist zusammen mit dem Gasthaus «Ochsen» das einzige historische Gossauer Gebäude mit Mansarddach.